# أندريا ستيبانوفيتش
أندريا ستيبانوفيتش (بالكرواتية: Andrija Stipanović) مواليد 18 ديسمبر 1986 في موستار، جمهورية البوسنة والهرسك الاشتراكية، هو لاعب كرة سلة كرواتي. بدأ مسيرته الاحترافية في سنة 2005. يلعب في الدوري التركي لكرة السلة كلاعب وسط. يحمل الرقم 13.

## المسيرة الاحترافية
لعب مع نادي سبليت لكرة السلة من سنة 2007 إلى 2009، ثم لعب مع يوفي كازيرتا باسكت في الدوري الإيطالي في موسم 2011–2012، ثم لعب مع جويرينو فانولي باسكت في موسم 2012–2013، ثم لعب مع نادي أوستند لكرة السلة في سنة 2013، ثم لعب مع طرابزون سبور لكرة السلة في الدوري التركي من سنة 2013 إلى 2016.

## روابط خارجية
- أندريا ستيبانوفيتش على موقع الاتحاد الدولي لكرة السلة (الإنجليزية)
- أندريا ستيبانوفيتش على موقع الدوري الأوروبي لكرة السلة (الإنجليزية)
- أندريا ستيبانوفيتش على موقع كرة السلة الأوروبية.كوم (الإنجليزية)
- أندريا ستيبانوفيتش على موقع ريلجم (الإنجليزية)
- أندريا ستيبانوفيتش على موقع بروبوليرز (الإنجليزية)
- أندريا ستيبانوفيتش على موقع سبورتس رفرنس (الإنجليزية)